# Acacia lineolata
Acacia lineolata är en ärtväxtart som beskrevs av George Bentham. Acacia lineolata ingår i släktet akacior, och familjen ärtväxter.

## Underarter
Arten delas in i följande underarter:
- A. l. lineolata
- A. l. multilineata